# حریم مهرورزی
حریم مهرورزی فیلمی به کارگردانی ناصر غلامرضایی و نویسندگی اصغر عبدالهی و ناصر غلامرضایی محصول سال ۱۳۶۵ است.

## خلاصه داستان
صبريه، بيوه جواني است كه همسرش را در آبادان از دست داده و همراه با مهاجران جنگ با پدر و مادر و فرزندش در اقامتگاهي در تهران ساكن شده‌است. مادر او، ‌ننه هاجر، بيمار است. حبيب، جوان مجردی كه راننده تاكسی است، ‌ننه هاجر را به بيمارستان میبرد. صبريه و حبيب با هم آشنا مي شوند. صبريه براي تأمين معاش خانواده در يك خياط خانه مشغول كار مي شود و براي آن كه به موقع به محل كار برسد حبيب وعده مي گذارد كه او را هر روز به محل كارش برساند. آن دو به يكديگر علاقه مند مي شوند. ننه هاجر مي ميرد و مدتي بعد حبيب كه كس و كاري ندارد با وساطت جابر،‌ پير مردي كه در همان اقامتگاه ساكن است،‌ صبريه را خواستگاري مي كند. مراسم ازدواج آن‌ها با سوم خرداد، روز آزادي خرمشهر، مصادف است.

## بازیگران
- حبیب اسماعیلی
- افسانه بایگان
- جمشید مشایخی
- مهری مهرنیا
- سامی تحصنی
- امید آهنگر
- نعمت‌اله گرجی
- طاهره سری
- ندا کاویانی
- فریدون محمدپور
- حسین خنجری
- هوشنگ دیبائیان
- ستار اورا
- معصومی بهنامی
- هومن خسروی